# Bulgari
Bulgari ist ein weltweit im Luxusgütersektor und Hotelgewerbe tätiges italienisches Unternehmen mit Sitz in Rom. Bulgari ist für Schmuck, Uhren, Parfüm und Lederwaren bekannt.
Das 1884 gegründete ehemalige Familienunternehmen ist – nach Cartier und Tiffany & Co. – der drittgrößte Schmuckhersteller der Welt (Stand 2010) und gehört seit 2011 mit 50,4 % zu Moët Hennessy Louis Vuitton.

## Namensentstehung

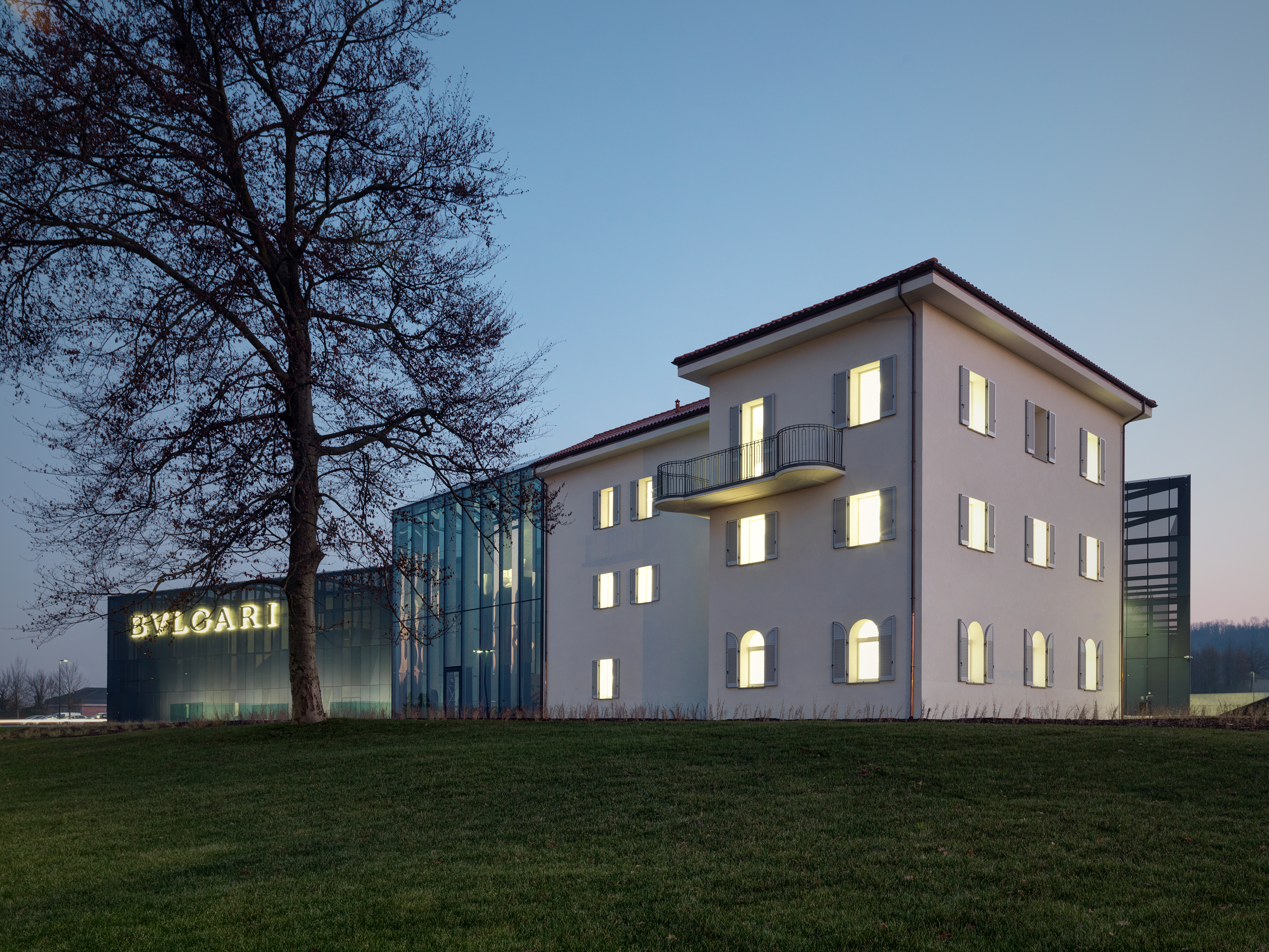
Bulgari-Manufaktur in Valenza, Piemont

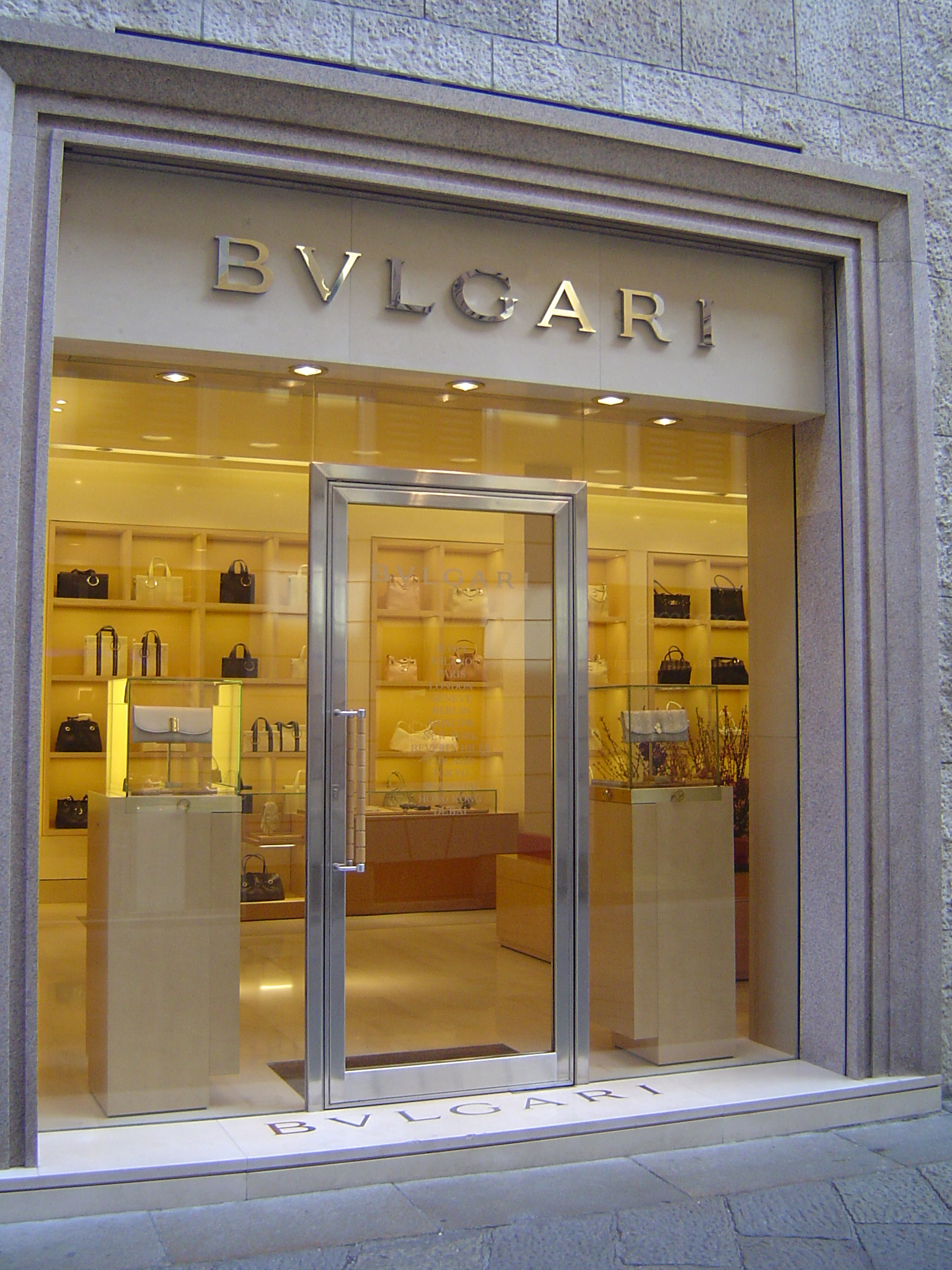
Bulgari-Filiale in Mailand

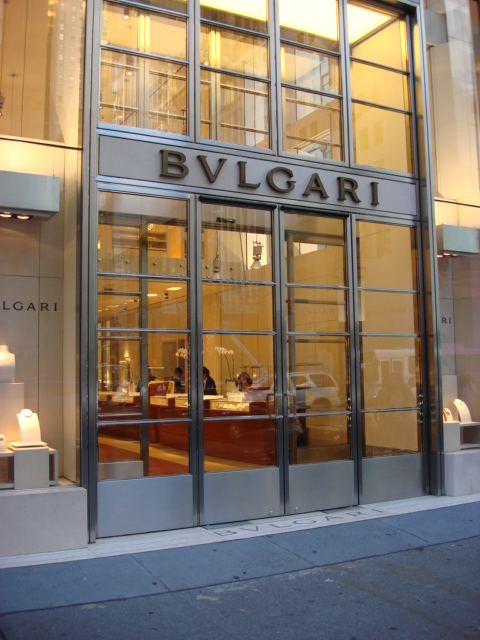
Filiale auf der 5th Avenue in New York City

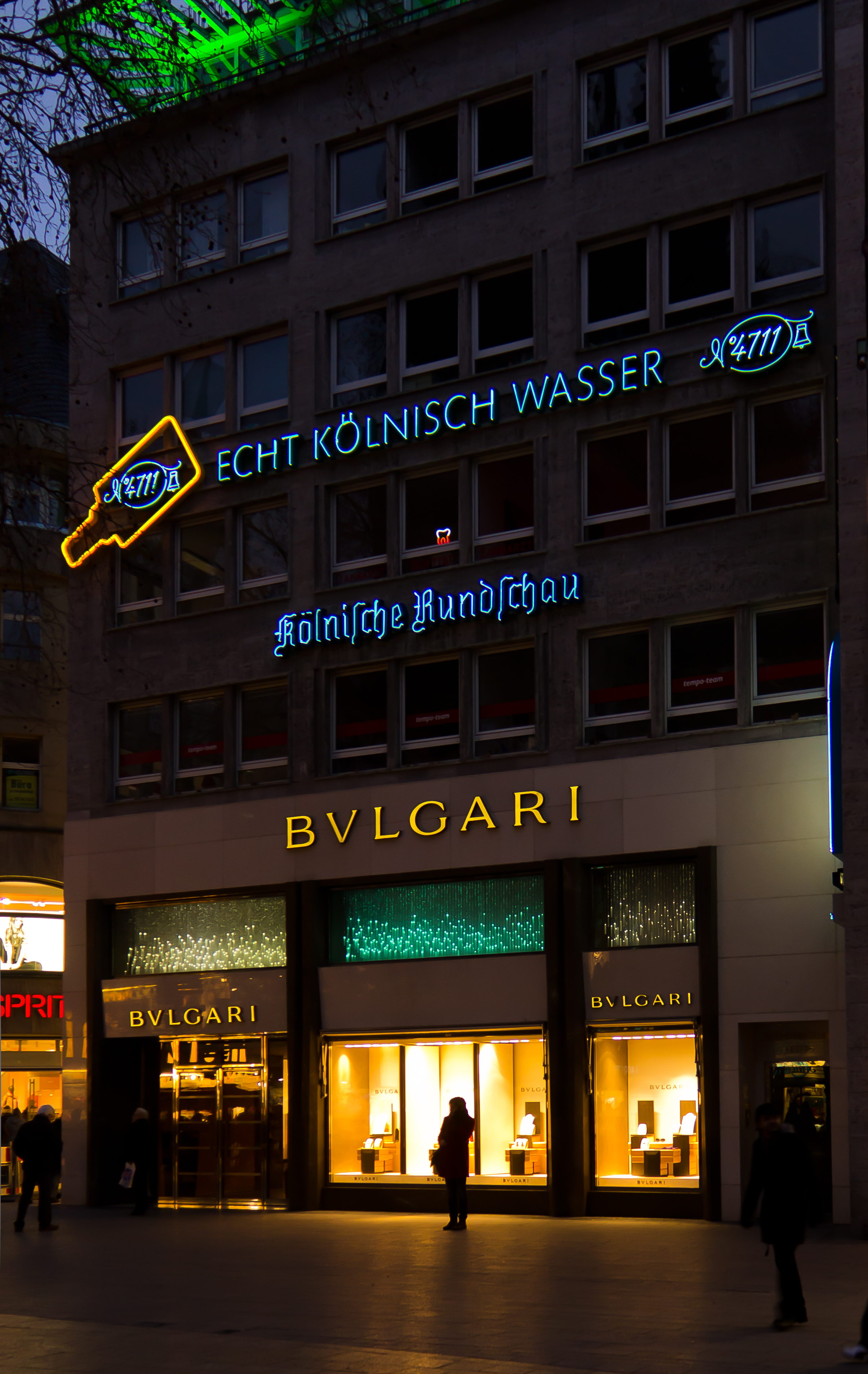
Filiale auf dem Wallrafplatz in Köln

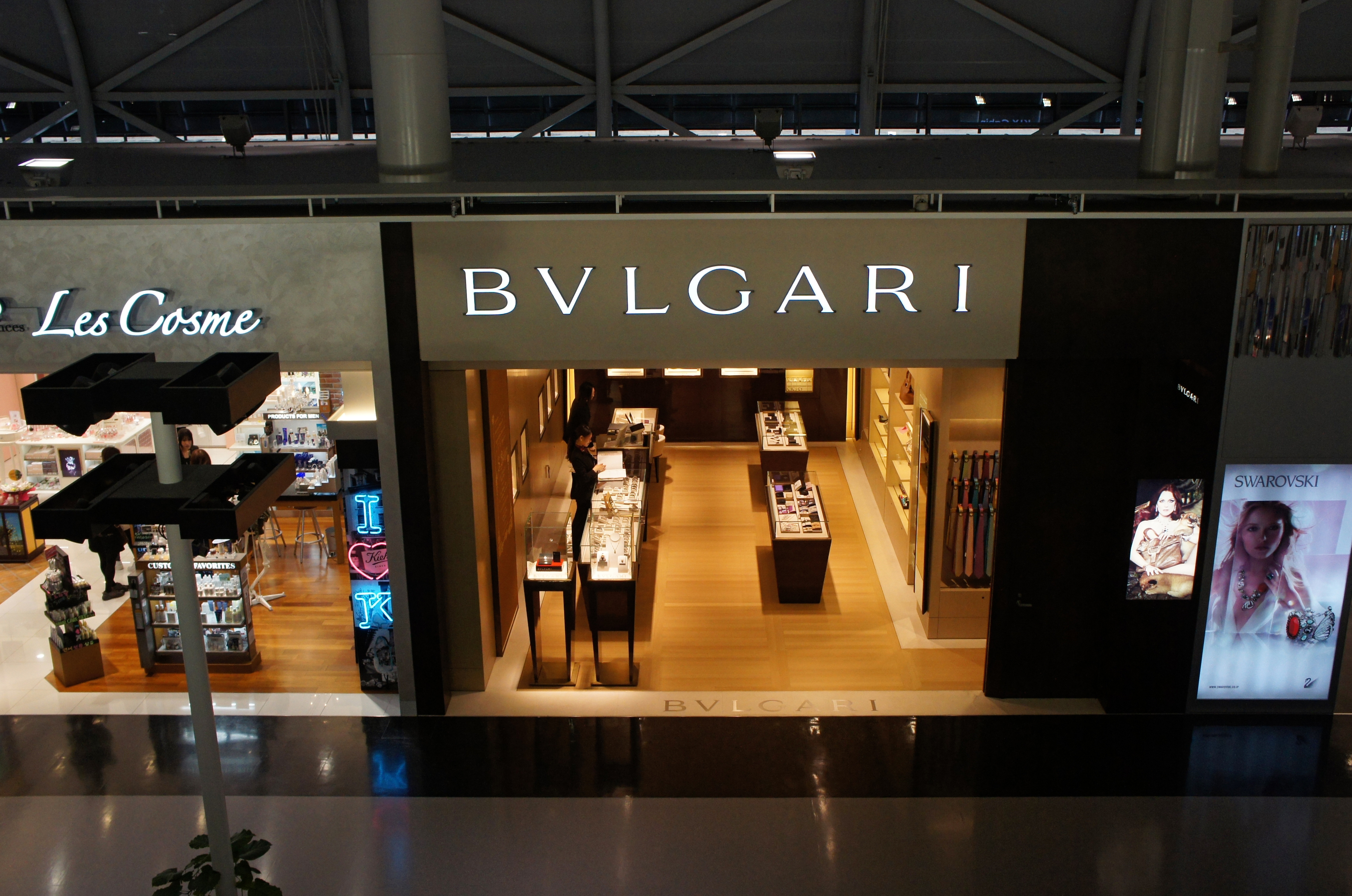
Filiale im Kansai International Airport, Japan

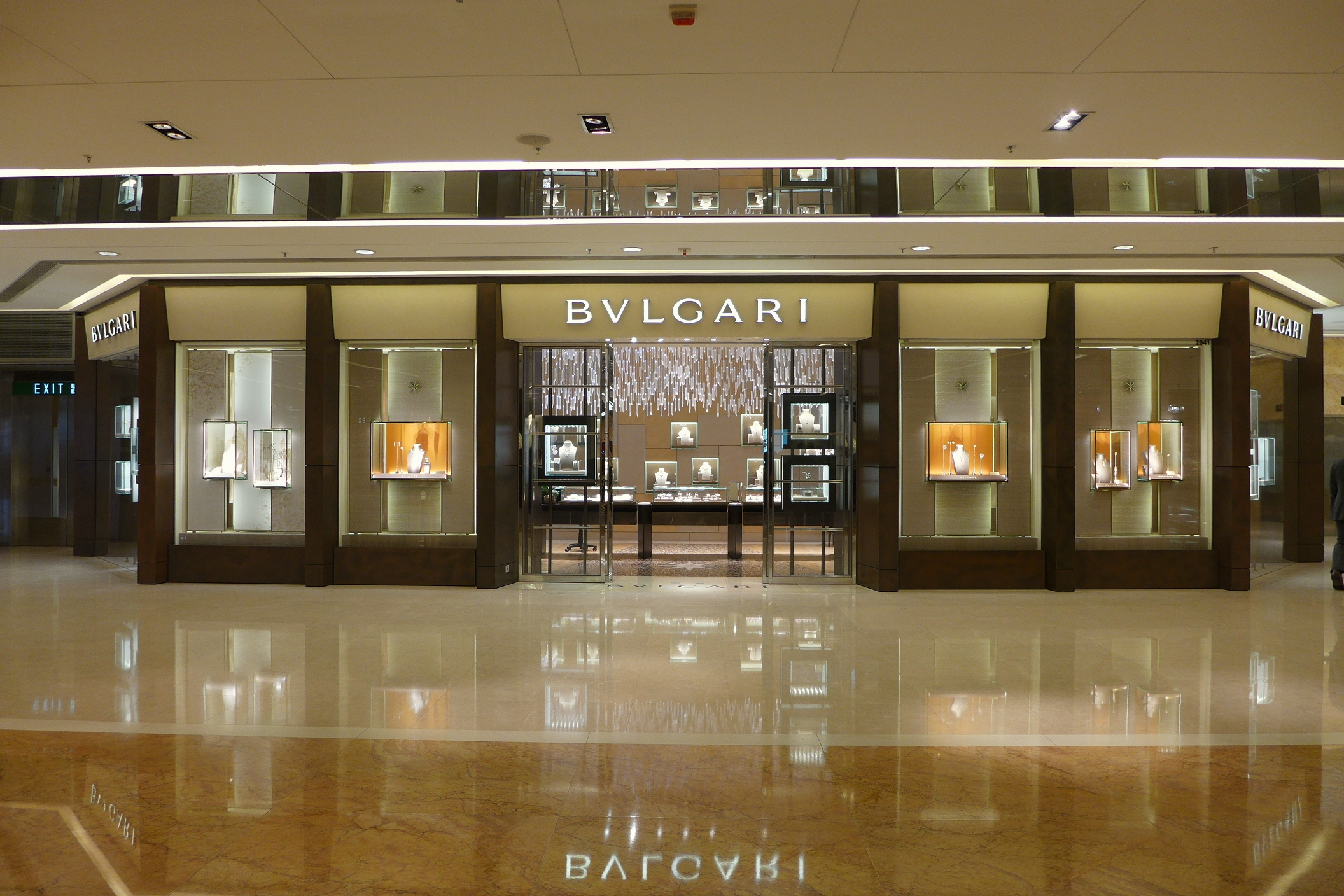
Filiale in Hongkong

Der Name entstand aus dem mittelalterlichen Begriff Burgarius. Ein Burgarius, griechisch Βουργάριος, Βούλγαρης oder Βουργάρης, war ein Soldat, der zur Besatzung eines Wachturms, eines Burgus, gehörte. Das lateinische Burgus wiederum entstammt derselben Sprachfamilie wie das griechische pýrgos (πύργος, „Turm“ „Mauer“ „Burg“).
Aus der Italianisierung des Namens Βούλγαρης entstand die heute berühmte Marke Bulgari – aus dem griechischen B (Aussprache ['beːta], neugriechische Aussprache ['vita]) wird ein lateinisches B und aus dem Doppellaut ου ein u. Gemäß dem klassischen lateinischen Alphabet, in dem das V für U steht, wurde der Name der Marke BVLGARI geschrieben.

## Geschichte

### Die Ursprünge: Sotirios Voulgaris
Die Geschichte des Hauses Bvlgari wurde im Wesentlichen durch eine Reihe von aufeinanderfolgenden Unglücken und Katastrophen während der osmanischen Herrschaft in Griechenland aufgebaut.
So war die aus dem Dorf Kalarrytes, hoch auf den Tzoumerka, stammende Familie Voulgaris gezwungen, das Haus im Jahr 1823 zu verlassen, nachdem die Türken es niedergebrannt und vollständig zerstört hatten.
Die Familie zog in das Nachbardorf Paramythia. Als einziges Kind von insgesamt elf Geschwistern überlebte Sotirios, im März 1857 geboren, und folgte der Familientradition des Silberschmieds, genau wie sein Vater und sein Großvater Konstantinos.
Als Junge war er mit seinem Vater meist wochenlang in den Dörfern von Süd- und Nordepirus unterwegs, um die von ihnen hergestellten Silberwaren an den Marktständen zu verkaufen – eine Herausforderung für ein Kind und eine Tortur mit nicht endeten Wanderungen unter schwierigen klimatischen Bedingungen. Doch Sotirios erwies sich nicht nur als ein guter Verkäufer, sondern auch als ein sehr talentierter Feinschmied. Sie mussten nicht mehr zu den Märkten, die Käufer kamen zu ihnen. So eröffnete sie bald ein Schmuck- und Silberwarengeschäft in Paramythia.
Die Voulgaris waren äußerst fleißige und tüchtige Menschen, die trotz ihrem Streben, unter dem osmanischen Joch zu überleben, erneut aufgeben mussten. Die hohe Steuerlast und andauernde Anfeindungen und Brandschatzungen ihres Geschäftes zwangen sie, Paramythia zu verlassen und nach Korfu zu ziehen. Dort eröffnete Sotirios erneut ein Geschäft. Auf der Insel lernte Sotirios Voulgaris auch seinen späteren Partner Konstantinos Kremos kennen.
Im Jahr 1880 beschlossen die beiden nach Italien auszuwandern und eröffneten in Neapel ihr erstes Juweliergeschäft. Nach ständigen Einbrüchen und dem Diebstahl eines Großteils ihrer Waren sahen sie sich jedoch gezwungen, das Geschäft zu schließen und nach Rom zu ziehen.
Zunächst versuchten sie sich mit der Herstellung und dem Verkauf von Armbändern und Ohrringen durchzuschlagen, die sie an Ständen vor dem Vatikan, hauptsächlich an britische und amerikanische Touristen, verkauften. Bald darauf eröffneten sie ein neues Geschäft in der Via Sistina mit dem Namen Old Curiosity Shop, inspiriert vom Roman Charles Dickens’. Das Geschäft florierte, aber nicht ihre Partnerschaft.
Es gab Konflikte und Meinungsverschiedenheiten über die Art und Weise, wie das Geschäft geführt werden soll, und über den Stil und die Art des Schmucks, den sie kreieren sollten. Dies führte zum endgültigen Bruch und zu der Entscheidung von Sotirios, sich endgültig von seinem Partner zu trennen.
Sotirios Voulgaris eröffnete daraufhin sein eigenes Geschäft mit dem Namen „Bulgari“.

### Die 1950er und 1960er Jahre: la Dolce Vita
Im Zuge der Gründung der Cinecitta-Studios erfreute sich das Geschäft in Rom einer immer größeren Kundschaft aus der Filmszene: Elizabeth Taylor, Marlene Dietrich, Clark Gable, Gary Cooper, Audrey Hepburn, Sophia Loren, Romy Schneider und Gina Lollobrigida gehörten zu den Kunden.

### Die 1970er bis 2000er Jahre: internationale Expansion und Diversifizierung

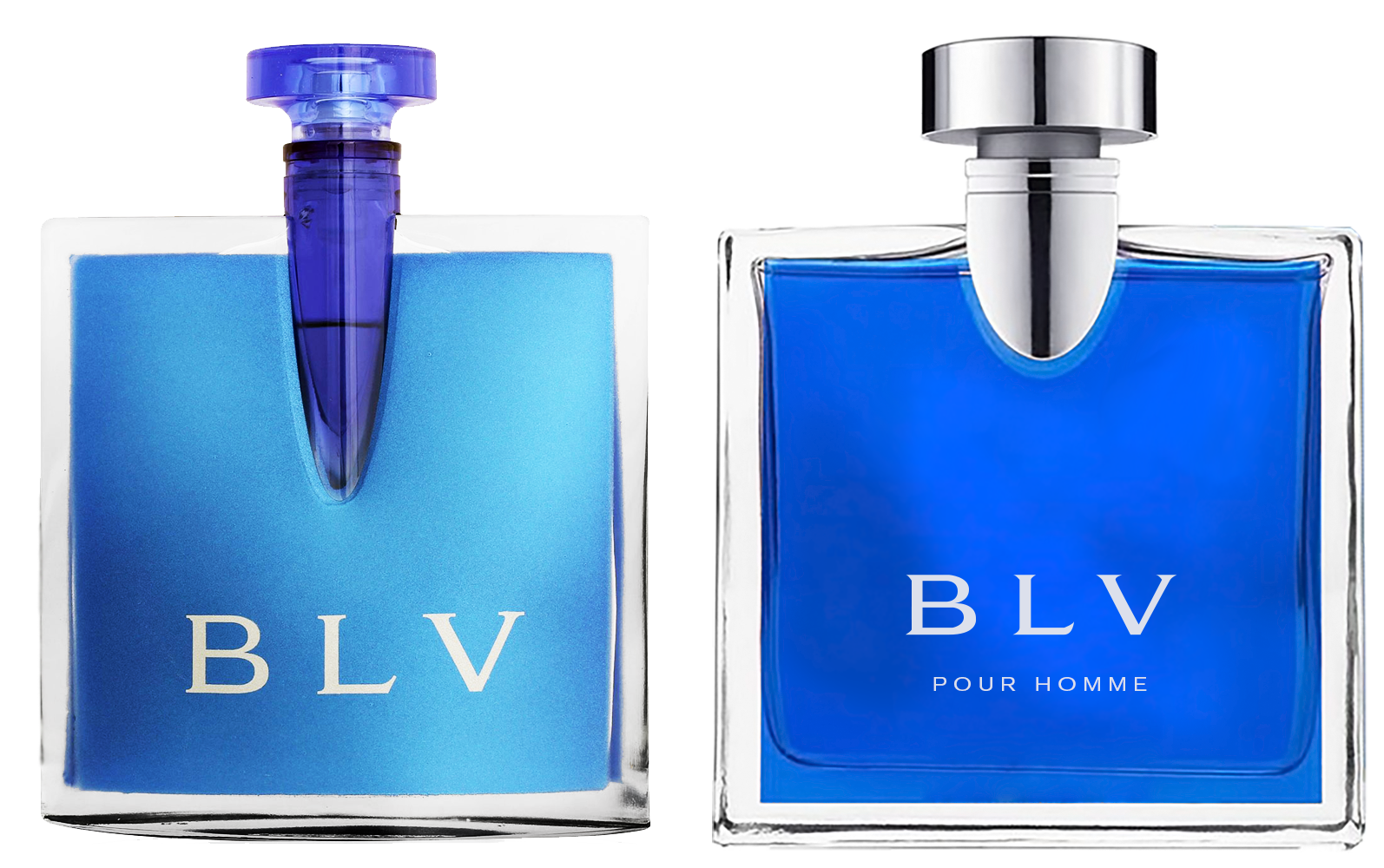
Bulgari-Parfum

In den 1970er-Jahren eröffnete Bulgari die ersten Geschäfte in New York, Paris, Genf und Monte Carlo. Seinen Showroom im New Yorker Hotel The Pierre behielt das Unternehmen mehrere Jahre lang.
1984 wurden Paolo und Nicola Bulgari, die Enkel von Sotirio, zum Präsidenten und Vizepräsidenten des Unternehmens und Voulgaris Neffe Francesco Trapani zum Geschäftsführer ernannt. Ab dem Beginn der 1990er Jahre diversifizierte Trapani das Unternehmen, indem er eine Bulgari-Parfumreihe herausbrachte. Unter Trapanis Führung setzte sich Bulgari als weltweit anerkannte Luxusmarke durch.
Zu Beginn des Jahres 2001 gründete Bulgari mit der Luxusabteilung von Marriott International ein gemeinsames Unternehmen, das auch das Unternehmen Ritz-Carlton Hotel L.L.C. verwaltet. Ziel dabei war die Einführung der neuen Luxushotelmarke Bulgari Hotels & Resorts. Das erste Bulgari-Hotel eröffnete 2004 in Mailand, 2006 wurde in Bali eine Niederlassung gegründet, 2012 folgte ein weiteres Hotel in London. Im Jahr 2011 wurde das Bulgari Bali von den Lesern des Magazins Smart Travel Asia zum zweitbesten Hotel in Asien gewählt.
1995 ging das Unternehmen an die italienische Börse. Von 1997 bis 2003 stieg der Umsatz um 150 %.

### In den 2010er Jahren: Bulgari wird von LVMH gekauft
Am 7. März 2011 verkündete die LVMH-Gruppe, 51 % des Kapitals von Bulgari erworben zu haben und eine freundliche Übernahme zu planen. An diesem Tag stieg die Aktie an der Mailänder Börse um knapp 60 %. Im September desselben Jahres stieg die LVMH-Aktie schließlich um 98,09 %. Im Februar 2012 verkaufte die Familie Bulgari die LVMH-Anteile für 236,7 Millionen Euro.
Der ehemalige Geschäftsführer von Bulgari wechselte in den Bereich „Uhren und Schmuck“ der Gruppe, der ehemalige Geschäftsführer des aus dem Bereich „Mode und Lederwaren“ entstandenen Unternehmens Fendi übernahm die Leitung des italienischen Schmuckunternehmens.
LVMH hielt schließlich einen Anteil von insgesamt 3,7 Milliarden Euro und unterstützte die Entwicklung der Marke: Es wurde mehr in Werbung investiert, ein Zentraleinkauf für sämtliche Schmuckmarken der Gruppe gegründet und die Absicht verkündet, die italienische Marke bis 2015 am Place Vendôme einzuführen und dort das Schmuckunternehmen Buccellati zu ersetzen.
2012 zählte Bulgari weltweit 180 eigene Verkaufsstellen.

## Entwicklung der Formen

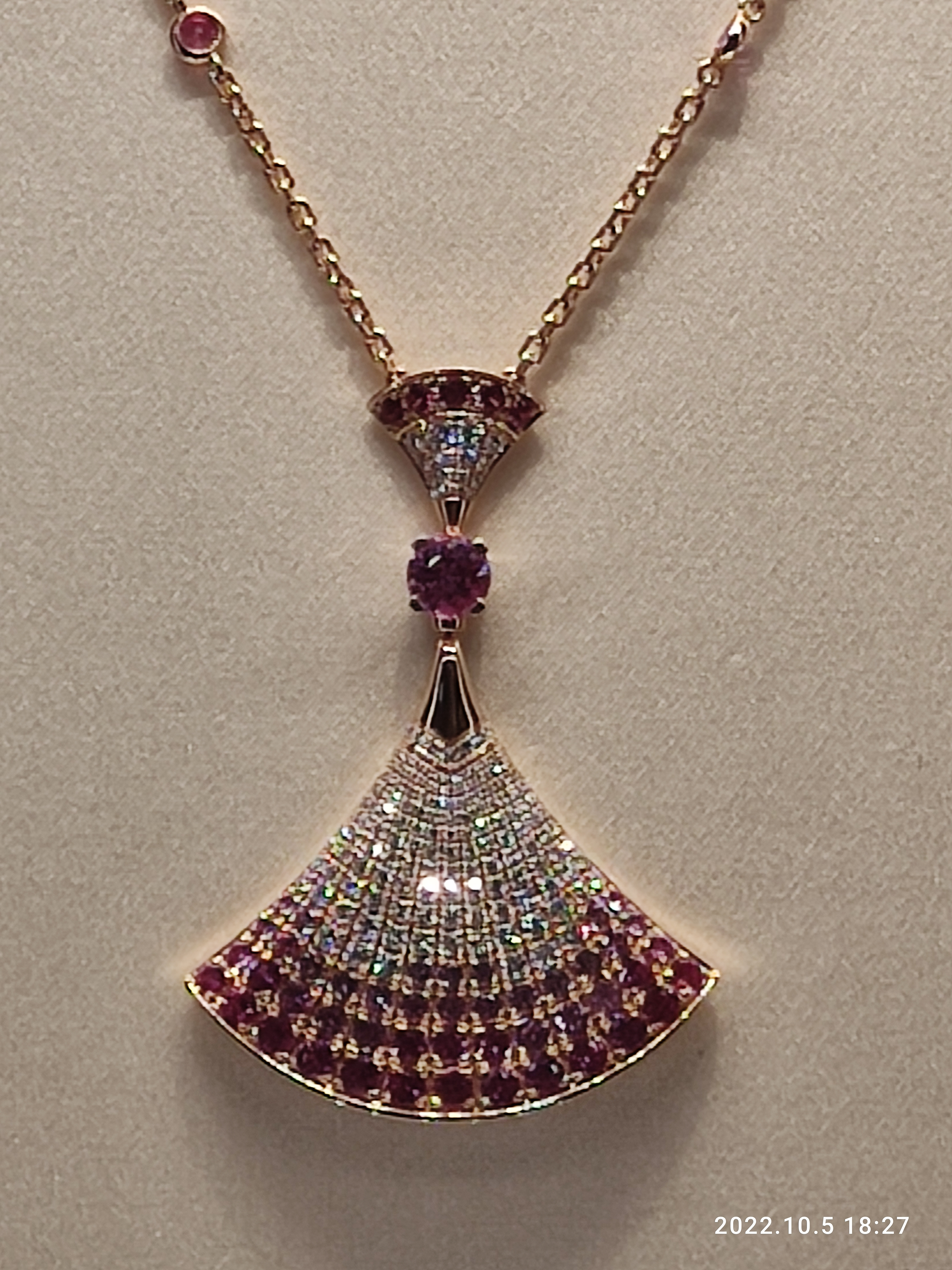
Bulgari-Schmuckkollektion 2022

Der zu Beginn der 1920er und 1930er Jahre entworfene Schmuck standen in der Tradition des Art déco – schlichte Formen und geometrischer Stil, stets in Verbindung mit der Verwendung von Platin. Die 1930er Jahre waren von imposanteren Kreationen mit Diamantmustern in verschiedenen Größen und Kombinationen mit den Edelsteinen Saphir, Smaragd und Rubin geprägt. Manche Schmuckstücke waren „wandelbar“ und konnten als Halskette oder als Armband getragen werden. Auf dieselbe Art konnten Broschen in Anhänger verwandelt werden.
Wegen der Knappheit im Zweiten Weltkrieg musste das Haus Bulgari das mit Diamanten besetzte Platin durch Gold ersetzen und die Anzahl der Edelsteine reduzieren. Das Design wurde zarter und war von der Natur inspiriert. Damit entfernte sich Bulgari von den strengen Regeln der französischen Schule und schuf einen vom griechisch-römischen Klassizismus, der italienischen Renaissance und der römischen Goldschmiedeschule des 19. Jahrhunderts inspirierten Stil.
Während des Wirtschaftsbooms der Nachkriegsjahre konnte wieder zu mit Edelsteinen und insbesondere mit Diamanten bestückten Kreationen in Weißmetall zurückgekehrt werden. Am Ende der 1950er Jahre zog Bulgari zartere Formen einem kantigen Design vor. Ferner wurden häufig große Cabochons verwendet, die sich zum Markenzeichen des Unternehmens entwickelten. Zum Bulgari-Stil gehören auch die Formen mit strukturiert, symmetrisch und kompakt angeordnetem Gold sowie die Farbspiele der zahlreichen Edelsteinkombinationen.
Die Kreationen der 1970er Jahre stechen durch ihre Vielfalt hervor. Sie sind von Feuerwerken und orientalischer Kunst inspiriert. Insbesondere wurden Schlangen- oder auch Pop-Art-Motive verwendet, wie zum Beispiel in der von Andy Warhol gewürdigten Kollektion Stars and Stripes. In dieser Zeit gehörte Gelbgold zum bevorzugten Material und ovale, mit Cabochons besetzte und in Gold und Diamanten eingefasste Elemente wurden wie die mächtige Goldkette zum Markenzeichen von Bulgari.
Die 1980er Jahre waren von Volumina, lebhaften Farben, einfachen Formen und stilisierten Verzierungsmotiven geprägt. Gelbgold wurde auch in den 1990er Jahren noch verwendet, der Bulgari-Stil wurde aber weniger strukturiert.

## Uhren und Armbänder

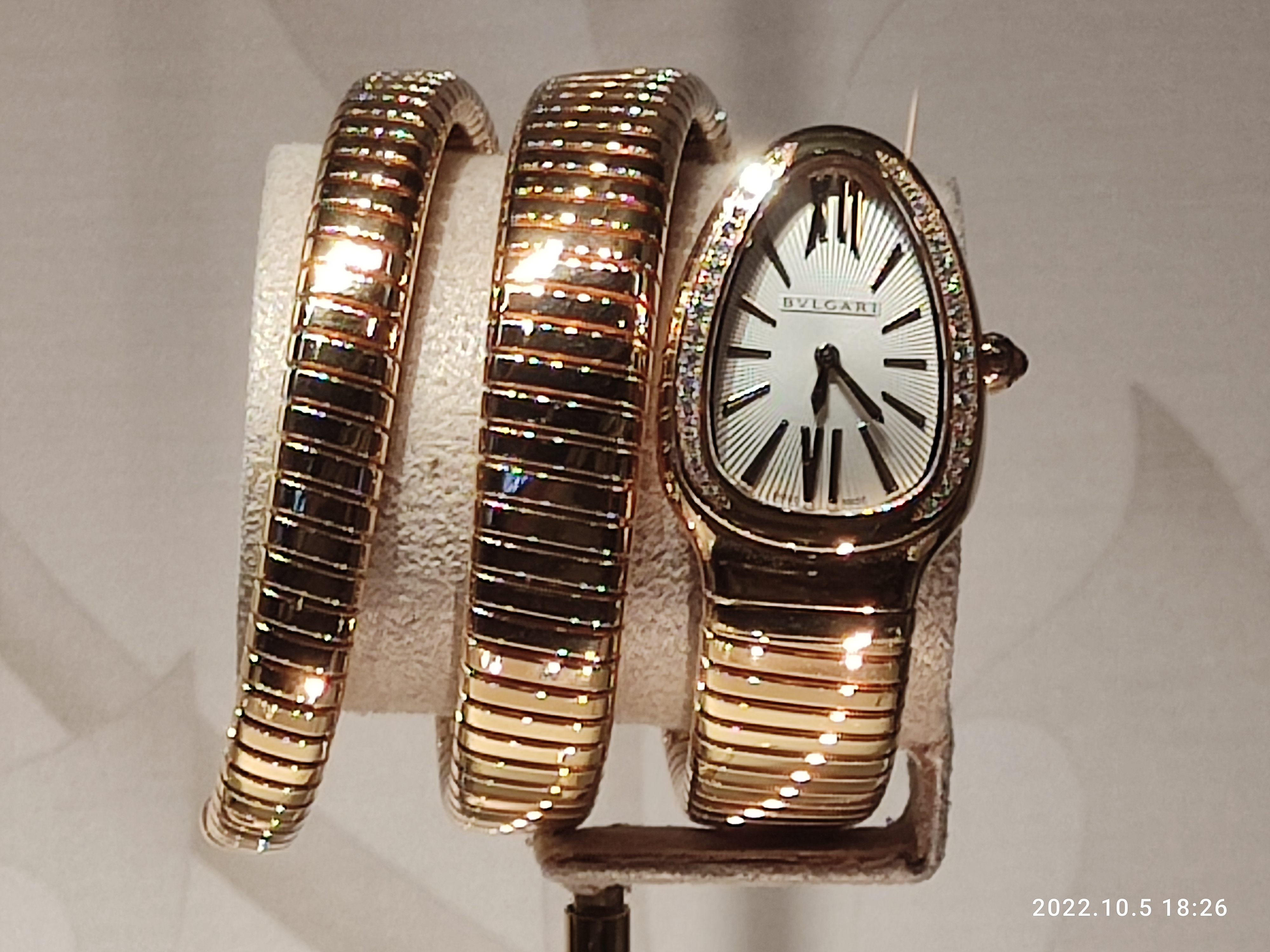
Bulgari-Uhrenkollektion 2022

Für die Fertigung der Bulgari-Uhren ist die Schweizer Unternehmensniederlassung Bulgari Haute Horlogerie SA zuständig. Sie wurde 1980 gegründet und hat ihren Sitz in Neuenburg. Das Unternehmen beschäftigt knapp 500 Mitarbeiter und entwickelt seine eigenen Kaliber und Teile, wobei komplexe Werke mit klassischen Kalibern kombiniert werden.
Die Bulgari-Uhrenkollektion umfasst folgende Produktreihen: Bulgari-Bulgari, Sotirio-Bulgari, Assioma, Astrale, Serpenti, B.Zero1, Daniel Roth, Rettangolo, Ergon, Diagono und Octo. Im Jahr 2016 präsentierte das Unternehmen auf der Fachmesse SIHH
die Kollektion Octo Finissimo, deren Fokus auf besonders flachen Gehäusen liegt.
Die neue Octo Finissimo Ultra Mark II mit Handaufzug Manufakturwerk im Titangehäuse hat eine Bauhöhe von nur 1,7 Millimeter und ist von der COSC als Chronometer zertiziert.

## Hotels und Resorts

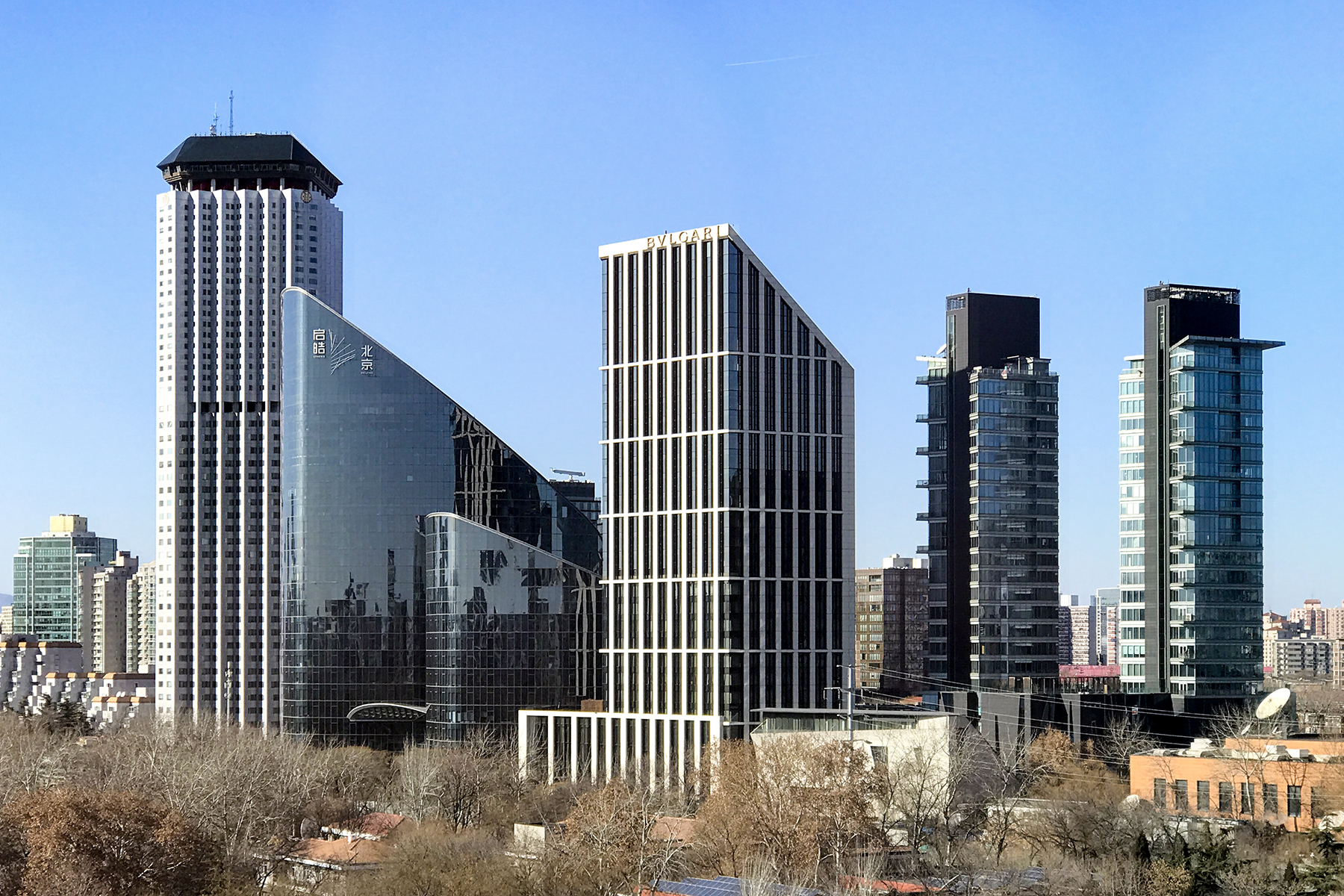
Bulgari-Hotel Peking

Seit 2004 ist Bulgari auch im Gastgewerbe mit eigenen Luxushotels und Restaurants weltweit vertreten. Bis heute gibt es 9 Bulgari Hotels & Resorts in Mailand, London, Dubai, Bali, Peking, Shanghai, Paris, Tokyo und Rom, drei weitere sollen in der nächsten Jahren hinzukommen: Miami Beach (2025), Ranfushi (2025), Los Angeles (2026).
Zudem gibt es zwei Bulgari-Restaurants in Tokyo.

## Läden
Bulgari stützt sich auf ein Distributionsnetz mit knapp 300 an den berühmtesten Handelsplätzen von Amsterdam bis Zürich gelegenen Läden. Der größte Bulgari-Laden der Welt mit 940 Quadratmetern Verkaufsfläche inklusive Restaurant und Bar befindet sich in Tokio in den „Bulgari Ginza Towers“.
Das Bulgari-Stammgeschäft befindet sich bis heute in der Via Condotti Nr. 10 in Rom.

### Deutschland
Bulgari unterhält in Deutschland 14 Boutiquen unter anderem in Stuttgart, München (2 ×), Berlin (3 ×), Hamburg (2 ×), Frankfurt (2 ×), Köln, Düsseldorf, Mönchengladbach und Münster. Zudem ist Bulgari als Marke bei einigen Juweliergeschäften vertreten.

### Nordamerika
Die nordamerikanischen Bulgari-Läden sowie die Händler befinden sich in Atlanta, Beverly Hills, Bal Harbour, Boca Raton, Bethesda (Chevy Chase), Chicago, Costa Mesa, Dallas, Honolulu, Houston, New York, Las Vegas, Los Angeles, Mexiko-Stadt, Montreal, Palm Beach, San Francisco, Short Hills, Waikiki und Scottsdale (Arizona).

### Südamerika
In Südamerika gibt es Bulgari-Läden und -Händler in Lima, Bogotá, São Paulo, Margarita Island und Quito.

## Spenden
Von 2009 bis 2011 spendete Bulgari 12 Millionen Euro an den Verein Save the Children. Diese Partnerschaft wurde Ende 2011 verlängert. Bisher konnte mit diesen Spenden 334.101 Kindern geholfen werden. 9.899 Lehrer wurden ausgebildet und in 206 Schulen wurden Rehabilitierungsmaßnahmen durchgeführt.

## Sonstiges
Bulgari gestaltete für General Motors bzw. deren Luxusmarke Cadillac Ausstattungsmerkmale am Modell XLR (2004–2009): den Keyless-Go-Funkschlüssel und ebenso das Armaturenbrett mit Echtholzapplikationen aus Eukalyptusholz (Ebenholz beim XLR-V).